# Echte Doktorfische
Echte Doktorfische (Acanthurus) ist eine artenreiche Gattung aus der Familie der Doktorfische (Acanthuridae). Ihr bevorzugter Lebensraum sind Korallenriffe, flache Lagunen und Riffkanten tropischer Meere, wo sie sich vor allem von Algen ernähren. Aufgrund ihrer attraktiven Färbung werden sie gerne in öffentlichen Aquarien gezeigt. Sie sind jedoch ausgesprochen schwierige Pfleglinge, da viele Arten einen ausgeprägten Schwimmtrieb haben und ein entsprechend großes Becken benötigen. Sie sind außerdem aggressiv gegenüber vielen anderen Fischarten, stellen hohe Ansprüche an ihre Ernährung sowie an die Wasserqualität.

## Arten

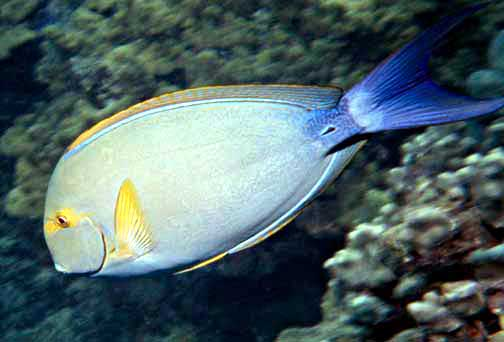
Acanthurus xanthopterus

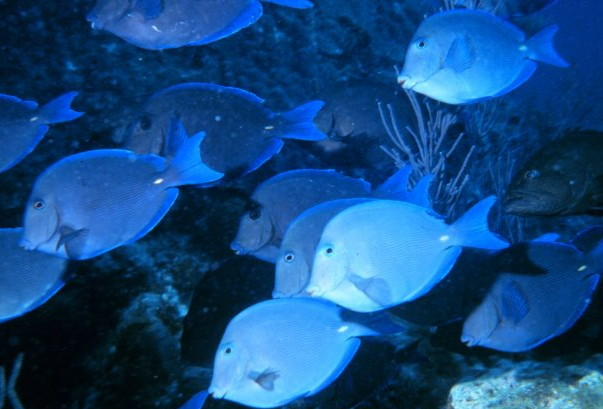
Acanthurus coeruleus

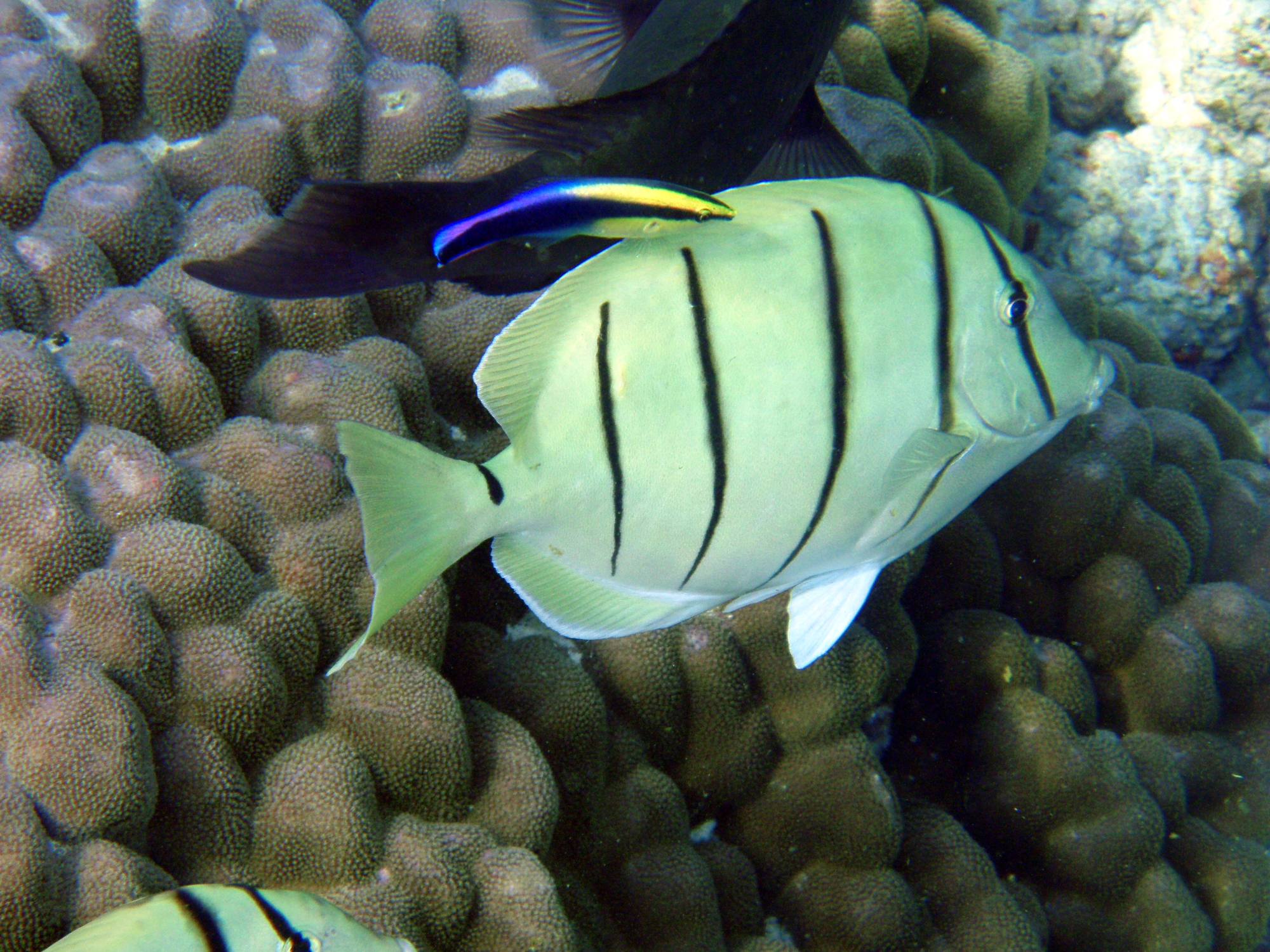
Acanthurus triostegus mit dem Hawaii-Putzerlippfisch (Labroides phthirophagus)

- Achilles-Doktorfisch (A. achilles) Shaw, 1803.
- Acanthurus albimento Carpenter et al., 2017.
- Acanthurus albipectoralis Allen & Ayling, 1987.
- Acanthurus auranticavus Randall, 1956.
- Ozean-Doktorfisch (A. bahianus) Castelnau, 1855.
- Acanthurus bariene Lesson, 1831.
- Acanthurus blochii Valenciennes, 1835.
- Streifen-Doktorfisch (A. chirurgus) (Bloch, 1787)
- Acanthurus chronixis Randall, 1960.
- Blauer Doktorfisch (A. coeruleus) Bloch & Schneider, 1801.
- Augenstreifen-Doktorfisch (A. dussumieri) Valenciennes, 1835.
- Acanthurus fowleri de Beaufort, 1951.
- Mönchs-Doktorfisch (A. gahhm) Forsskål, 1775.
- Acanthurus grammoptilus Richardson, 1843.
- Acanthurus guttatus Forster, 1801.
- Japanischer Doktorfisch (A. japonicus) (Schmidt, 1931).
- Acanthurus leucocheilus Herre, 1927.
- Acanthurus leucopareius (Jenkins, 1903)
- Weißkehl-Doktorfisch (A. leucosternon) Bennett, 1833.
- Blaustreifen-Doktorfisch (A. lineatus) (Linnaeus, 1758)
- Acanthurus maculiceps (Ahl, 1923).
- Acanthurus mata Cuvier, 1829.
- Acanthurus monroviae Steindachner, 1876.
- Acanthurus nigricans (Linnaeus, 1758)
- Schulterklappen-Doktorfisch (A. nigricauda) Duncker & Mohr, 1929
- Goldtupfen-Doktorfisch (A. nigrofuscus) (Forsskål, 1775)
- Acanthurus nigroris Valenciennes, 1835.
- Acanthurus nigros Günther, 1861
- Acanthurus nubilus (Fowler & Bean, 1929).
- Orangefleck-Doktorfisch (A. olivaceus) Bloch & Schneider, 1801.
- Mauritius-Gitter-Doktorfisch (Acanthurus polyzona) Bleeker, 1868
- Schokoladen-Doktorfisch (A. pyroferus) Kittlitz, 1834.
- Acanthurus randalli Briggs & Caldwell, 1957.
- Acanthurus reversus Randall & Earle, 1999
- Arabischer Doktorfisch (A. sohal) (Forsskål, 1775)
- Kreisdorn-Doktorfisch (A. tennentii) Günther, 1861.
- Acanthurus thompsoni (Fowler, 1923).
- Acanthurus tractus F. Poey, 1860[1]
- Sträflings-Doktorfisch (A. triostegus) Linnaeus, 1758
- Acanthurus tristis Randall, 1993.
- Acanthurus xanthopterus Valenciennes, 1835.